# Kalkkistenkallio
Kalkkistenkallio är en ö i Finland. Den ligger i sjön Päijänne och i kommunen Padasjoki i den ekonomiska regionen  Lahtis ekonomiska region  och landskapet Päijänne-Tavastland, i den södra delen av landet, 140 km norr om huvudstaden Helsingfors. Öns största längd är 20 meter i sydöst-nordvästlig riktning.

## Klimat
Trakten ingår i den boreala klimatzonen. Årsmedeltemperaturen i trakten är 2 °C. Den varmaste månaden är augusti, då medeltemperaturen är 16 °C, och den kallaste är februari, med −8 °C.